# Corydalis popovii
Corydalis popovii là một loài thực vật có hoa trong họ Anh túc. Loài này được Nevski ex Popov mô tả khoa học đầu tiên năm 1934.